# Bryan Smolinski
Pour les articles homonymes, voir Smolinski.
Bryan Smolinski (né le 27 décembre 1971 à Toledo dans l'Ohio aux  États-Unis) est un joueur professionnel américain de hockey sur glace.

## Carrière
Bryan Smolinski a été choisi lors du repêchage d'entrée 1990 dans la Ligue nationale de hockey par les Bruins de Boston lors du premier tour à la 21e place (au total).
Le 2 juillet 2007, jour des signatures des joueurs autonomes, il signe un contrat d'un an évalué
à 2 millions de dollars et une clause de non-échange avec l'équipe des Canadiens de Montréal, sa huitième franchise dans la LNH après les 
Sénateurs d'Ottawa, les Kings de Los Angeles, les Penguins de Pittsburgh, les Islanders de New York, les Blackhawks de Chicago et les Canucks de Vancouver. En deux saisons, il a joué pour quatre équipes.
En 1996, il a remporté la Coupe du monde avec l'équipe des États-Unis.

## Vie personnelle
Il a 3 enfants dont deux filles et un garçon.[réf. nécessaire]

## Statistiques
| Saison     | Équipe                  | Ligue      |      | Saison régulière | Saison régulière | Saison régulière | Saison régulière | Saison régulière |    | Séries éliminatoires | Séries éliminatoires | Séries éliminatoires | Séries éliminatoires | Séries éliminatoires |
| Saison     | Équipe                  | Ligue      | PJ   | B                | A                | Pts              | Pun              | PJ               | B  | A                    | Pts                  | Pun                  |                      |                      |
| 1989-1990  | Wolverines du Michigan  | NCAA       | 39   | 10               | 17               | 27               | 45               | -                | -  | -                    | -                    | -                    |                      |                      |
| 1990-1991  | Wolverines du Michigan  | NCAA       | 35   | 9                | 12               | 21               | 24               | -                | -  | -                    | -                    | -                    |                      |                      |
| 1991-1992  | Wolverines du Michigan  | NCAA       | 44   | 30               | 35               | 65               | 59               | -                | -  | -                    | -                    | -                    |                      |                      |
| 1992-1993  | Wolverines du Michigan  | NCAA       | 40   | 31               | 37               | 68               | 93               | -                | -  | -                    | -                    | -                    |                      |                      |
| 1992-1993  | Bruins de Boston        | LNH        | 9    | 1                | 3                | 4                | 0                | 4                | 1  | 0                    | 1                    | 2                    |                      |                      |
| 1993-1994  | Bruins de Boston        | LNH        | 83   | 31               | 20               | 51               | 82               | 13               | 5  | 4                    | 9                    | 4                    |                      |                      |
| 1994-1995  | Bruins de Boston        | LNH        | 44   | 18               | 13               | 31               | 31               | 5                | 0  | 1                    | 1                    | 4                    |                      |                      |
| 1995-1996  | Penguins de Pittsburgh  | LNH        | 81   | 24               | 40               | 64               | 69               | 18               | 5  | 4                    | 9                    | 10                   |                      |                      |
| 1996-1997  | Vipers de Detroit       | LIH        | 6    | 5                | 7                | 12               | 10               | -                | -  | -                    | -                    | -                    |                      |                      |
| 1996-1997  | Islanders de New York   | LNH        | 64   | 28               | 28               | 56               | 25               | -                | -  | -                    | -                    | -                    |                      |                      |
| 1997-1998  | Islanders de New York   | LNH        | 81   | 13               | 30               | 43               | 34               | -                | -  | -                    | -                    | -                    |                      |                      |
| 1998-1999  | Islanders de New York   | LNH        | 82   | 16               | 24               | 40               | 49               | -                | -  | -                    | -                    | -                    |                      |                      |
| 1999-2000  | Kings de Los Angeles    | LNH        | 79   | 20               | 36               | 56               | 48               | 4                | 0  | 0                    | 0                    | 2                    |                      |                      |
| 2000-2001  | Kings de Los Angeles    | LNH        | 78   | 27               | 32               | 59               | 40               | 13               | 1  | 5                    | 6                    | 14                   |                      |                      |
| 2001-2002  | Kings de Los Angeles    | LNH        | 80   | 13               | 25               | 38               | 56               | 7                | 2  | 0                    | 2                    | 2                    |                      |                      |
| 2002-2003  | Kings de Los Angeles    | LNH        | 58   | 18               | 20               | 38               | 18               | -                | -  | -                    | -                    | -                    |                      |                      |
| 2002-2003  | Sénateurs d'Ottawa      | LNH        | 10   | 3                | 5                | 8                | 2                | 18               | 2  | 7                    | 9                    | 6                    |                      |                      |
| 2003-2004  | Sénateurs d'Ottawa      | LNH        | 80   | 19               | 27               | 46               | 49               | 7                | 1  | 1                    | 2                    | 4                    |                      |                      |
| 2004-2005  | Mechanics de Motor City | UHL        | 21   | 9                | 23               | 32               | 18               | -                | -  | -                    | -                    | -                    |                      |                      |
| 2005-2006  | Sénateurs d'Ottawa      | LNH        | 81   | 17               | 31               | 48               | 46               | 10               | 3  | 3                    | 6                    | 2                    |                      |                      |
| 2006-2007  | Blackhawks de Chicago   | LNH        | 62   | 14               | 23               | 37               | 29               | -                | -  | -                    | -                    | -                    |                      |                      |
| 2006-2007  | Canucks de Vancouver    | LNH        | 20   | 4                | 3                | 7                | 8                | 12               | 2  | 2                    | 4                    | 8                    |                      |                      |
| 2007-2008  | Canadiens de Montréal   | LNH        | 64   | 8                | 17               | 25               | 20               | 12               | 1  | 2                    | 3                    | 2                    |                      |                      |
| 2008-2009  | IceHawks de Port Huron  | LIH        | 21   | 9                | 21               | 30               | 18               | 6                | 3  | 3                    | 6                    | 9                    |                      |                      |
| 2008-2009  | Admirals de Milwaukee   | LAH        | -    | -                | -                | -                | -                | 7                | 3  | 1                    | 4                    | 6                    |                      |                      |
| 2009-2010  | Generals de Flint       | LIH        | 48   | 24               | 25               | 49               | 42               | 12               | 3  | 12                   | 15                   | 4                    |                      |                      |
| Totaux LNH | Totaux LNH              | Totaux LNH | 1056 | 274              | 377              | 651              | 606              | 123              | 23 | 29                   | 52                   | 60                   |                      |                      |